# Lowe-Art Museum
El Lowe Art Museum es un museo de artes visuales localizado en Coral Gables, Miami.

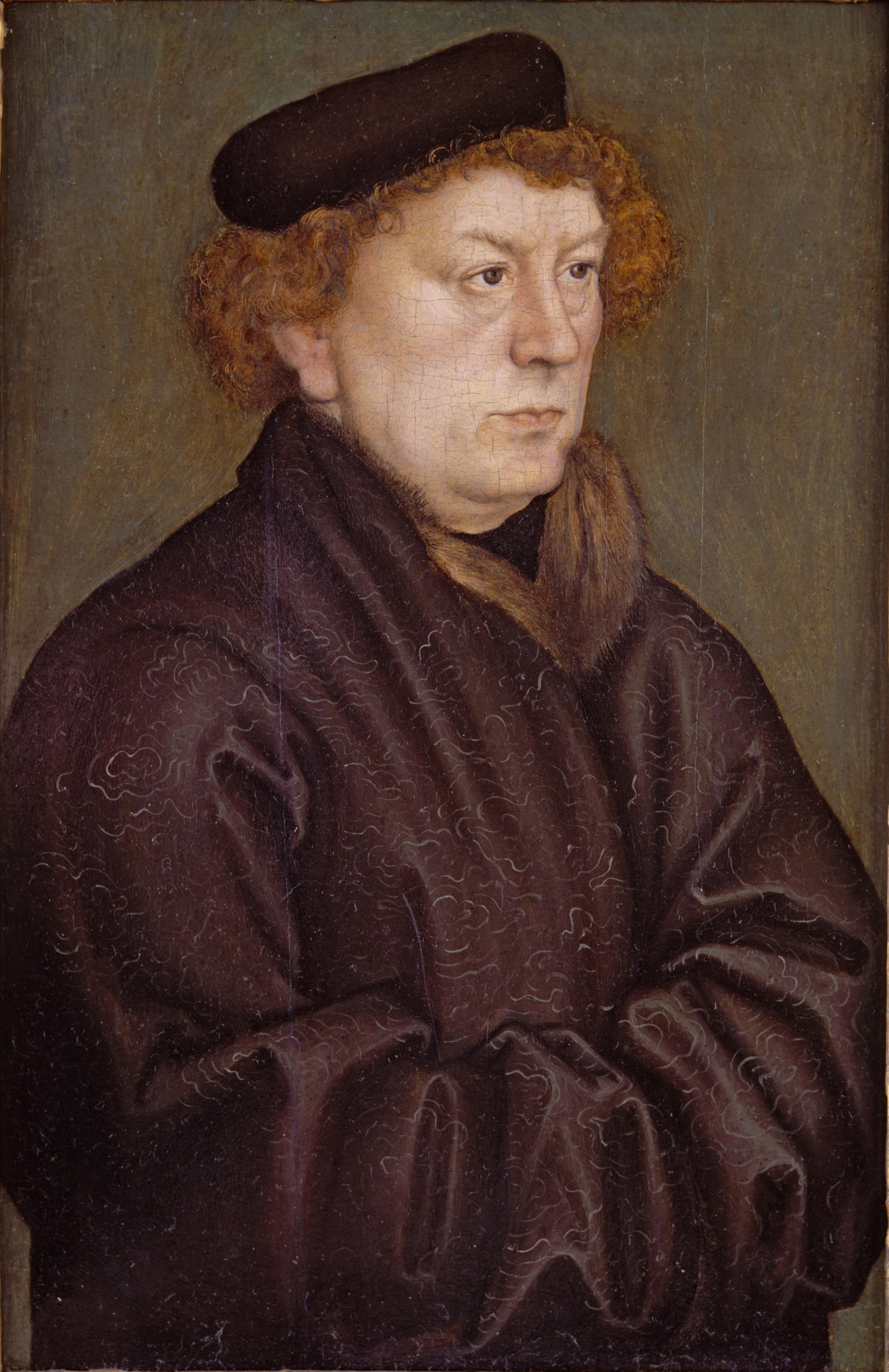
Obra de Cranach en el Lowe-Art Museum.

## Historia y colección
Se inauguró en 1950 y pertenece a la Universidad de Miami.
Establecido por los filántropos Joe y Emily Lowe, fue el primer museo de arte del sur de la Florida. Dispone de catorce salas de exhibición.
Posee una extensa colección de arte con exhibiciones permanentes de antigüedades greco-romanas, del barroco y renacimiento, arte moderno y asiático. 
Asimismo colecciones de vidrios con importantes piezas de Jun Kaneko ("Dango"), Christine Federighi ("Globe"), Pablo Picasso, William Morris, Emily Brock, Harvey Littleton, Erwin Fisch y Ginny Ruffner.
La colección incluye obras de Lippo Vanni, Sano di Pietro, Lorenzo di Bicci, Lorenzo di Credi, Vincenzo Catena, Francesco Bacchiacca, Bernardino Fungai, Adrian Isenbrandt, Jacob Jordaens, Jusepe de Ribera, El Greco, Francisco Goya, Thomas Gainsborough, Gaugin, Claude Monet, Alfred Sisley, Frank Stella, Knox Martin, Duane Hanson, Roy Lichtenstein, Sandy Skogland, Purvis Young y Louise Nevelson.
El museo lleva a cabo un calendario activo con importantes exposiciones itinerantes y periódicas. En el año 2011 fue visitado por 41,000 personas.